# Gliese 221
Gliese 221 is een hoofdreeksster van het type K, gelegen in het sterrenbeeld Orion op 66,2 lichtjaar van de Zon. De ster heeft een snelheid van 40,3 km/s ten opzichte van de zon. In 2012 werden een hete superaarde en een excentrische gasreus ontdekt. In januari 2014 volgde de ontdekking van een nieuwe op Saturnus gelijkende planeet.